# Estación de Marqués de la Valdavia
Marqués de la Valdavia es una estación de la línea 10 del metro de Madrid situada en el municipio de Alcobendas bajo el Parque Cataluña y en el eje del paseo de la Chopera y la calle del mismo nombre.
Su nombre hace referencia al político y aristócrata palentino Mariano Osorio Lamadrid, el cual ostentó el título de marqués de La Valdavia.

## Historia
La estación se abrió al público el 26 de abril de 2007 dentro del proyecto MetroNorte que consistía en la ampliación de la línea 10 hacia el norte para dar servicio a Alcobendas y San Sebastián de los Reyes. La elección del nombre de la estación fue fruto de polémicas vecinales, ya que inicialmente se había barajado el nombre de Parque Cataluña para la misma.

## Accesos
Vestíbulo Marqués de la Valdavia
- Marqués de la Valdavia C/ Marqués de la Valdavia, 21
- Ascensor C/ Marqués de la Valdavia, 21

Vestíbulo Paseo de la Chopera
- Paseo de la Chopera Pº de la Chopera, 48 (en el Parque de Cataluña)

## Líneas y conexiones

### Metro
| << cabecera            | < estación      | línea | estación >  | cabecera >>                                  |
| ---------------------- | --------------- | ----- | ----------- | -------------------------------------------- |
| Hospital Infanta Sofía | Manuel de Falla |       | La Moraleja | Puerta del Sur Cambio de tren en Tres Olivos |

### Autobuses
| Diurnos |                                                                              |                                                                                     |                |
| Línea   | Destino                                                                      | Parada                                                                              | Operador       |
| 2       | Alcobendas                                                                   | 06756 Marqués Valdavia-Ramón Fdez. Guisasola (Calle del Marqués de la Valdavia, 50) | Empresa Montes |
| 5       | San Sebastián de los Reyes                                                   | 06756 Marqués Valdavia-Ramón Fdez. Guisasola (Calle del Marqués de la Valdavia, 50) | Interbus       |
| 10      | Circular de Alcobendas (> Valdelasfuentes por C/ del Marqués de la Valdavia) | 06756 Marqués Valdavia-Ramón Fdez. Guisasola (Calle del Marqués de la Valdavia, 50) | Interbus       |
| 5       | Soto de la Moraleja                                                          | 06767 Marqués Valdavia-Islas Bikini                                                 | Interbus       |
| 10      | Circular de Alcobendas (> La Moraleja)                                       | 11227 Pº Chopera-Centro Salud la Chopera (Paseo de la Chopera, 13)                  | Interbus       |
| 11      | Circular de Alcobendas (> Valdelasfuentes por Paseo de la Chopera)           | 11228 Pº Chopera-Centro de Salud (Paseo de la Chopera, 44)                          | Interbus       |

| Diurnos |                                          |                                                                                     |                |
| Línea | Destino                                  | Parada                                                                              | Operador       |
| 151 | Alcobendas                               | 06756 Marqués Valdavia-Ramón Fdez. Guisasola (Calle del Marqués de la Valdavia, 50) | Interbus       |
| 153 | Rosa Luxemburgo                          | 06756 Marqués Valdavia-Ramón Fdez. Guisasola (Calle del Marqués de la Valdavia, 50) | Interbus       |
| 158 | San Sebastián de los Reyes (Tempranales) | 06756 Marqués Valdavia-Ramón Fdez. Guisasola (Calle del Marqués de la Valdavia, 50) | Interbus       |
| 827 | Universidad Autónoma - Tres Cantos       | 06756 Marqués Valdavia-Ramón Fdez. Guisasola (Calle del Marqués de la Valdavia, 50) | Empresa Montes |
| 828 | Universidad Autónoma                     | 06756 Marqués Valdavia-Ramón Fdez. Guisasola (Calle del Marqués de la Valdavia, 50) | Empresa Montes |
| 151 | Madrid (Plaza de Castilla)               | 06767 Marqués Valdavia-Islas Bikini                                                 | Interbus       |
| 153 | Madrid (Plaza de Castilla)               | 06767 Marqués Valdavia-Islas Bikini                                                 | Interbus       |
| 158 | Madrid (Pinar de Chamartín)              | 06767 Marqués Valdavia-Islas Bikini                                                 | Interbus       |
| 157 | Alcobendas (Paseo de la Chopera)         | 11228 Pº Chopera-Centro de Salud (Paseo de la Chopera, 44)                          | Interbus       |
| 157 | Madrid (Plaza de Castilla)               | 11227 Pº Chopera-Centro Salud la Chopera (Paseo de la Chopera, 13)                  | Interbus       |
| Nocturnos |                                          |                                                                                     |                |
| Línea | Destino                                  | Parada                                                                              | Operador       |
| N101 | Alcobendas / Madrid (Plaza de Castilla)C | 06756 Marqués Valdavia-Ramón Fdez. Guisasola (Calle del Marqués de la Valdavia, 50) | Interbus       |
| C La línea N101 funciona como línea circular, por lo que en la misma parada se puede tomar el autobús para dirigirse a Alcobendas como para dirigirse a Madrid. |                                          |                                                                                     |                |